# Inakfalva
Inakfalva (románul Inoc) település Romániában Fehér megyében.

## Fekvése
Nagyenyedtől mintegy 17 km-re északkeletre, a Maros partján, Felvinc mellett található.

## Története
Léstyán Ferenc szerint 1291-ben alapították székely telepesek; Orbán Balázs azonban azt állítja, hogy Inakfalvát tévesen azonosítják a 13. századi okmányokban szereplő Igruchtelekkel (más néven Igruthi), és első említése csak 1622-ből származik. A székely népesség valószínűleg Mihály vajda és Giorgio Basta harcaiban pusztult ki. A kevés megmaradt székely a románokhoz asszimilálódott.
Az 1876-os megyerendezésig Aranyosszék része volt. 1876-tól a trianoni békeszerződésig Torda-Aranyos vármegye Felvinci járásához tartozott. 1920 óta megszakítás nélkül Románia része.

## Lakossága
1910-ben 353 lakosából 322 román, 31 magyar volt.
2002-ben 273 fő lakta a települést, ebből 263 román, 6 cigány és 4 magyar volt.